# Nomis – Die Nacht des Jägers
Nomis – Die Nacht des Jägers (Originaltitel: Night Hunter) ist ein kanadischer Thriller aus dem Jahr 2018 von David Raymond, der auch das Drehbuch verfasste. In den Hauptrollen sind Henry Cavill, Alexandra Daddario, Ben Kingsley und Brendan Fletcher zu sehen.

## Handlung
Eine junge Frau flieht vor einem Mann, springt von einer Brücke, landet auf einem fahrenden Holztransporter und verstirbt. Bei seinen Ermittlungen stößt Detective Marshall durch Zufall auf den ehemaligen Richter Cooper, der zusammen mit der jungen Lara Kinderschänder jagt und kastriert. Als Lara von einem Unbekannten entführt wird, kann Cooper sie über einen Tracker in ihren Ohrringen im Haus des geistig behinderten Simon orten. Marshall kann sie und weitere Frauen daraufhin befreien. Simon wird festgenommen und verhört. Bei den Ermittlungen stellt die Polizei fest, dass Simons Mutter vor seiner Geburt vergewaltigt wurde.
Noch während Simon in Haft ist, werden Polizisten während der Durchsuchung des Tatortes und außerdem der Techniker Quinn durch eine Autobombe getötet. Die Tochter von Glasgow, einem weiteren Polizeitechniker, wird bedroht und er wird gezwungen Simon zu befreien. Simon tötet seinen Vater und wird erneut verhaftet.
Währenddessen verschwindet Lara und Cooper glaubt, dass Simon hierfür verantwortlich ist. Er stoppt deshalb den Gefangenentransporter, wird aber von einem weiteren Mann angegriffen, der wie Simon aussieht: Simon hat einen bösartigen Zwillingsbruder. Die Zwillinge töten Cooper und entführen die Profilerin Rachel.
Die Polizei ortet mit Hilfe eines Ortungsgerätes, das sie bei Simons Sachen finden, die Zwillinge an einem zugefrorenen See. Dort versuchen die Zwillinge gerade Lara und Rachel zu töten. Als die Polizei eintrifft, fliehen die Zwillinge in einen Wald und lassen Lara und Rachel zurück. Marshall und Rachel folgen den beiden in den Wald. Während Rachel erneut von einem der Zwillinge überwältigt wird, schafft es Marshall, den behinderten Zwilling als Geisel zu nehmen, um die Freilassung von Rachel zu erzwingen. Zurück auf dem zugefrorenen See spielt Marshall den behinderten Zwilling gegen seinen Bruder aus und überzeugt ihn, zu ihm zu gehen und diesen zu umarmen. Beide Zwillinge brechen dabei im Eis ein und sterben.

## Produktion
Die Dreharbeiten starteten am 25. Februar 2017 in Winnipeg und endeten am 3. April 2017.
Die Premiere des Films fand im Rahmen des LA Film Festivals in Los Angeles am 28. September 2018 statt. Die ersten Veröffentlichungen für den Heimkinomarkt erfolgten im August 2019.

## Synchronisation
Die deutschsprachige Synchronisation entstand bei der Cinephon Berlin nach einem Dialogbuch von Stephan Hoffmann, der auch die Dialogregie übernahm.
| Darsteller/in      | Deutsche Synchronstimme | Rolle               |
| ------------------ | ----------------------- | ------------------- |
| Henry Cavill       | Alexander Doering       | Marshall            |
| Alexandra Daddario | Anja Mentzendorff       | Rachel              |
| Stanley Tucci      | Lutz Mackensy           | Commissioner Harper |
| Ben Kingsley       | Peter Matic             | Cooper              |
| Brendan Fletcher   | Sebastian Schulz        | Simon               |
| Nathan Fillion     | Tobias Kluckert         | Quinn               |
| Frank Adamson      | Elmar Gutmann           | alter Mann          |
| Carlyn Burchell    | Simone Jaeger           | Amy Stulls          |
| Minka Kelly        | Melanie Isakowitz       | Angie               |
| Beverly Ndukwu     | Mareile Moeller         | Biggs               |
| Daniela Lavender   | Traudel Sperber         | Dickerman           |
| Emma Tremblay      | Derya Flechtner         | Faye                |
| Mpho Koaho         | Florian Clyde           | Glasgow             |
| Sarah Thompson     | Victoria Frenz          | Julie               |
| Eliana Jones       | Daniela Molina          | Lara                |

## Kritiken
Das Lexikon des internationalen Films urteilt, dass der Film mit einer spannenden Grundidee, prominenten Darstellern und einem überraschenden Twist überzeuge, jedoch durch seine überhastete Erzählung und die fehlende Diskussion der moralischen Fragen nur wenig Spannung aufkomme. Die Filmzeitschrift Cinema kommt zu einem positiven Fazit und merkt an, dass Regisseur David Raymond in seinem dichten Noir-Thriller einen exquisiten Cast versammelt hat.
Rotten Tomatoes verzeichnete bei 37 ausgewerteten Kritiken nur 5 positive.